# Màn hình máy tính

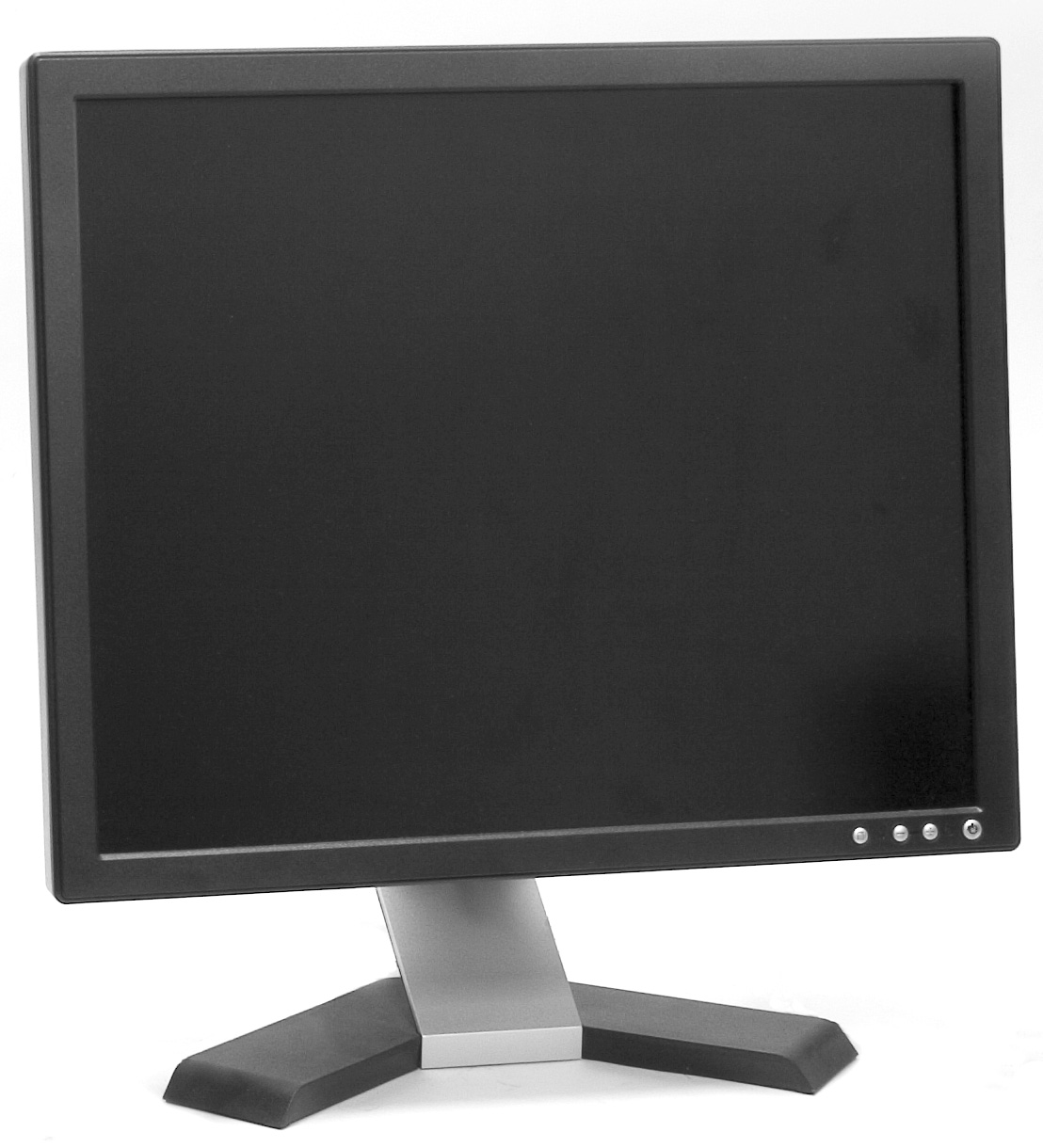
Một Màn hình tinh thể lỏng (LCD)

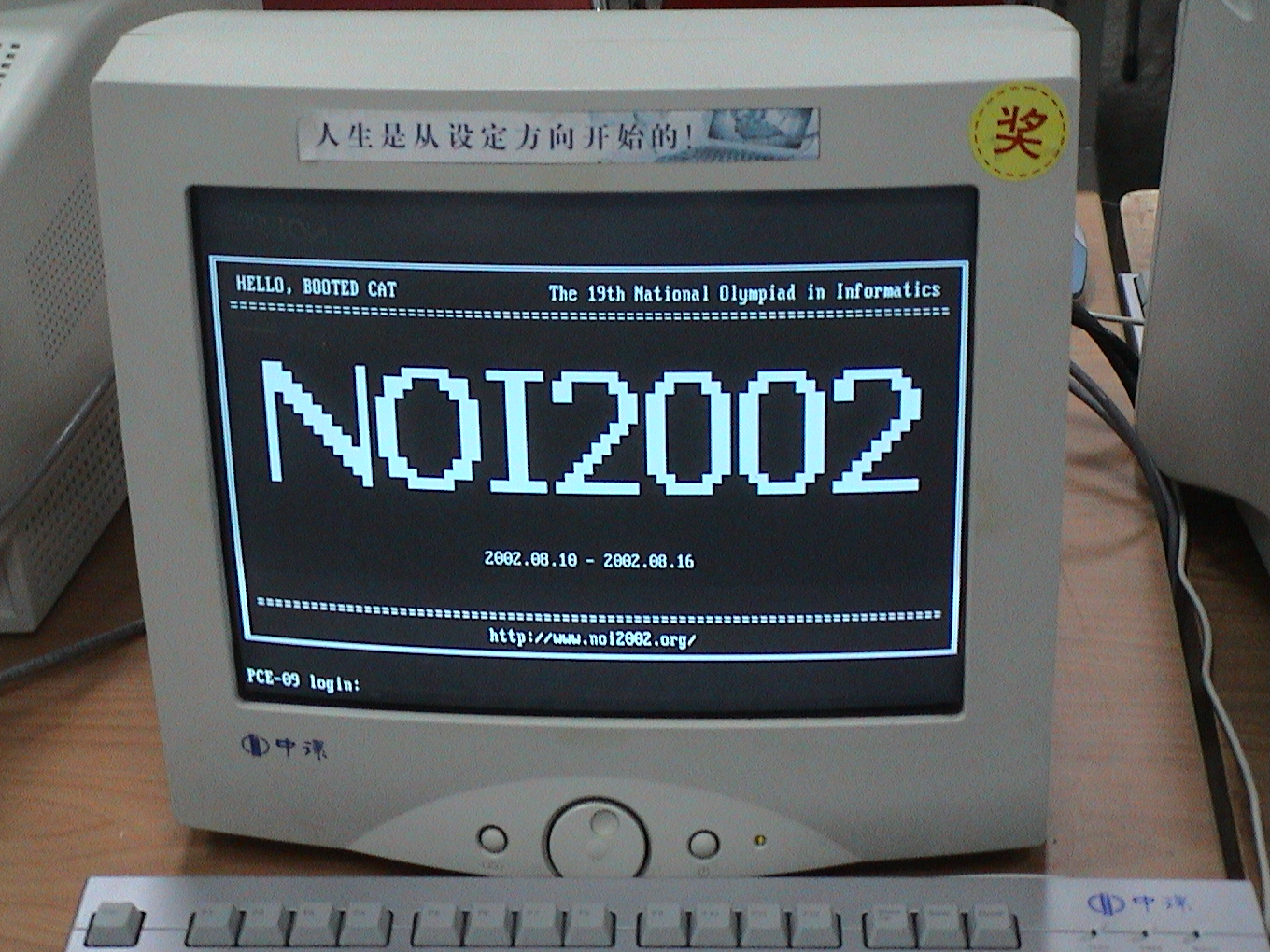
Một màn hình ống tia âm cực (CRT)

Màn hình máy tính (tiếng Anh: computer monitor) là thiết bị điện tử gắn liền với máy tính với mục đích chính là hiển thị và giao tiếp giữa người sử dụng với máy tính.
Đối với các máy tính cá nhân (PC), màn hình máy tính là một bộ phận tách rời. Đối với máy tính xách tay màn hình là một bộ phận gắn liền không thể tách rời. Đặc biệt: màn hình có thể dùng chung (hoặc không sử dụng) đối với một số hệ máy chủ.

## Phân loại
Có nhiều loại màn hình máy tính, theo nguyên lý hoạt động thì có các loại màn hình máy tính sau:

### Màn hình máy tính loại CRT

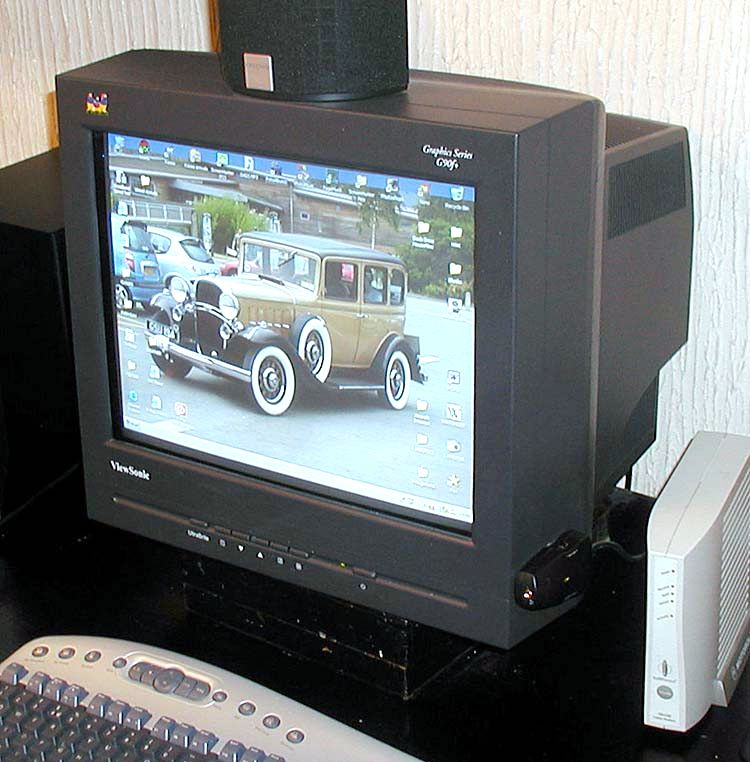
Một màn hình CRT.

Thường gặp nhất là các loại màn hình máy tính với nguyên lý ống phóng chùm điện tử (ống CRT, nên thường đặt tên cho loại này là "loại CRT").
Các màn hình loại CRT có các ưu nhược điểm:
Ưu điểm: Thể hiện màu sắc rất trung thực, tốc độ đáp ứng cao, độ phân giải có thể đạt được cao. Phù hợp với games thủ và các nhà thiết kế, xử lý đồ hoạ.
Nhược điểm: Chiếm nhiều diện tích,nặng, tiêu tốn điện năng hơn các loại màn hình khác, thường gây ảnh hưởng sức khoẻ nhiều hơn với các loại màn hình khác.
Nguyên lý hiển thị hình ảnh
Màn hình CRT sử dụng phần màn huỳnh quang dùng để hiển thị các điểm ảnh, để các điểm ảnh phát sáng theo đúng màu sắc cần hiển thị cần các tia điện tử tác động vào chúng để tạo ra sự phát xạ ánh sáng. Ống phóng CRT sẽ tạo ra các tia điện tử đập vào màn huỳnh quang để hiển thị các điểm ảnh theo mong muốn.
Để tìm hiểu nguyên lý hiển thị hình ảnh của các màn hình CRT, ta hãy xem nguyên lý để hiển thị hình ảnh của một màn hình đơn sắc (đen trắng), các nguyên lý màn hình CRT màu đều dựa trên nền tảng này.
Nguyên lý hiển thị hình ảnh của màn hình đen-trắng
Ở các màn hình CRT cổ điển: Toàn bộ lớp huỳnh quang trên bề mặt chỉ hiển phát xạ một màu duy nhất với các mức thang xám khác nhau để tạo ra các điểm ảnh đen trắng. Một điểm ảnh được phân thành các cường độ sáng khác nhau sẽ được điều khiển bằng chùm tia điện tử có cường độ khác nhau.
Chùm tia điện tử được xuất phát từ một ống phát của đèn hình. Tại đây có một dây tóc (kiểu giống dây tóc bóng đèn sợi đốt) được nung nóng, các điện tử tự do trong kim loại của sợi dây tóc nhảy khỏi bề mặt và bị hút vào điện trường tạo ra trong ống CRT. Để tạo ra một tia điện tử, ống CRT có các cuộn lái tia theo hai phương (ngang và đứng) điều khiển tia này đến các vị trí trên màn huỳnh quang.
Để đảm bảo các tia điện tử thu hẹp thành dạng điểm theo kích thước điểm ảnh thiết đặt, ống CRT có các thấu kính điện từ (hoàn toàn khác biệt với thấu kính quang học) bằng các cuộn dây để hội tụ chùm tia.
Tia điện tử được quét lên bề mặt lớp huỳnh quang theo từng hàng, lần lượt từ trên xuống dưới, từ trái qua phải một cách rất nhanh để tạo ra các khung hình tĩnh, nhiều khung hình tĩnh như vậy thay đổi sẽ tạo ra hình ảnh chuyển động.
Cường độ các tia này thay đổi theo điểm ảnh cần hiển thị trên màn hình, với các điểm ảnh màu đen các tia này có cường độ thấp nhất (hoặc không có), với các điểm ảnh trắng thì tia này lớn đến giới hạn, với các thang màu xám thì tuỳ theo mức độ sáng mà tia có cường độ khác nhau.
Nguyên lý hiển thị hình ảnh của màn hình màu
Nguyên lý hiển thị hình ảnh của màn hình màu loại CRT giống với màn hình đen trắng đã trình bày ở trên. Các màu sắc được hiển thị theo nguyên tắc phối màu phát xạ: Mỗi một màu xác định được ghép bởi ba màu cơ bản.
Trên màn hình hiển thị lớp huỳnh quang của màn hình đen trắng được thay bằng các lớp phát xạ màu dọc từ trên xuống dưới màn hình (điều này hoàn toàn có thể quan sát được bằng mắt thường).

### Màn hình máy tính loại tinh thể lỏng
Màn hình máy tính loại tinh thể lỏng dựa trên công nghệ về tinh thể lỏng nên rất linh hoạt, có nhiều ưu điểm hơn màn hình CRT truyền thống, do đó hiện nay đang được sử dụng rộng rãi, dần thay thế màn hình CRT.
Ưu điểm: Mỏng nhẹ, không chiếm diện tích trên bàn làm việc. Ít tiêu tốn điện năng so với màn hình loại CRT, ít ảnh hưởng đến sức khoẻ người sử dụng so với màn hình CRT.
Nhược điểm: Giới hạn hiển thị nét trong độ phân giải thiết kế (hoặc độ phân giải bằng 1/2 so với thiết kế theo cả hai chiều dọc và ngang), tốc độ đáp ứng chậm hơn so với màn hình CRT (tuy nhiên năm 2007 đã xuất hiện nhiều model có độ đáp ứng đến 2 ms), màu sắc chưa trung thực bằng màn hình CRT.
Độ phân giải của màn hình tinh thể lỏng dù có thể đặt được theo người sử dụng, tuy nhiên để hiển thị rõ nét nhất phải đặt ở độ phân giải thiết kế của nhà sản xuất. Nguyên nhân là các điểm ảnh được thiết kế cố định (không tăng và không giảm được cả về số điểm ảnh và kích thước), do đó nếu thiết đặt độ phân giải thấp hơn độ phân giải thiết kế sẽ xảy ra tình trạng tương tự việc có 3 điểm ảnh vật lý (thực) dùng để hiển thị 2 điểm ảnh hiển thị (do người sử dụng thiết đặt), điều xảy ra lúc này là hai điểm ảnh vật lý ở sẽ hiển thị trọn vẹn, còn lại một điểm ảnh ở giữa sẽ hiển thị một nửa điểm ảnh hiển thị này và một nửa điểm ảnh hiển thị kia - dẫn đến chỉ có thể hiển thị màu trung bình, dẫn đến sự hiển thị không rõ nét.
Điểm chết trong màn hình tinh thể lỏng
Một trong các tiêu chí quan trọng để đánh giá về màn hình tinh thể lỏng là các điểm chết của nó (khái niệm điểm chết không có ở các loại màn hình CRT).
Điểm chết được coi là các điểm mà màn hình không thể hiển thị đúng màu sắc, ngay từ khi bật màn hình lên thì điểm chết chỉ xuất hiện một màu duy nhất tuỳ theo loại điểm chết.
Điểm chết có thể xuất hiện ngay từ khi xuất xưởng, có thể xuất hiện trong quá trình sử dụng.
Điểm chết có thể là điểm chết đen hoặc điểm chết trắng. Với các điểm chết đen chúng ít lộ và dễ lẫn vào hình ảnh, các điểm chết trắng thường dễ nổi và gây ra sự khó chịu từ người sử dụng.
Theo công nghệ chế tạo các điểm chết của màn hình tinh thể lỏng không thể sửa chữa được. Thường tỷ lệ xuất hiện điểm chết của màn hình tinh thể lỏng chiếm khoảng 30% tổng sản phẩm xuất xưởng nên các hãng sản xuất có các chế độ bảo hành riêng. Một số hãng cho phép đến 3 điểm chết (mà không bảo hành), một số khác là 5 điểm do đó khi lựa chọn mua các màn hình tinh thể lỏng cần chú ý kiểm tra về số lượng các điểm chết sẵn có.
Để kiểm tra các điểm chết trên các màn hình tinh thể lỏng, tốt nhất dùng các phần mềm chuyên dụng (dẫn dễ tìm các phần mềm kiểu này bởi chúng thường miễn phí), nếu không có các phần mềm, người sử dụng có thể tạo các ảnh toàn một màu đen, toàn một màu trắng, toàn một màu khác và xem nó ở chế độ chiếm đầy màn hình (full screen) để kiểm tra.
Đèn nền trong màn hình tinh thể lỏng
Công nghệ màn hình tinh thể lỏng phải sử dụng các đèn nền để tạo ánh sáng đến các tinh thể lỏng. Khi điều chỉnh độ sáng chính là điều chỉnh ánh sáng của đèn nền. Điều đáng nói ở đây là một số màn hình tinh thể lỏng có hiện tượng lọt sáng tại các viền biên của màn hình (do cách bố trí của đèn nền và sự che chắn cần thiết) gây ra cảm giác hiển thị không đồng đều khi thể hiện các bức ảnh tối. Khi chọn mua cần thử hiển thị để tránh mua các loại màn hình gặp lỗi như vậy, cách thử đơn giải nhất là quan sát viền màn hình trong thời điểm khởi động Windows xem các vùng sáng có quá lộ hay không.
Màn hình rộng và màn hình chuẩn 4:3 thông thường
Trong màn hình tinh thể lỏng thường có hai loại, màn hình theo chuẩn 4:3 thông thường và màn hình theo chuẩn rộng. Với màn hình kiểu CRT thì thông dụng nhất vẫn theo chuẩn thông thường, rất cá biệt mới có màn hình rộng.
Màn hình theo chuẩn thông thường có tỷ lệ tính theo điểm ảnh đường ngang và điểm ảnh đường đứng có tỷ lệ 4:3.
Với màn hình theo chuẩn rộng sẽ có tỷ lệ (như trên) thường là 16:10.
Tuỳ theo nhu cầu công việc mà nên chọn màn hình theo chuẩn nào. Với chơi game thông thường, lướt web, soạn thảo văn bản thì nên chọn loại thường. Với mục đích xem phim, dùng nhiều đến bảng tính excel thì nên chọn màn rộng để đảm bảo hiển thị được nhiều nội dung hơn.
Tuy nhiên hiện nay xu thế người sử dụng đang dần chuyển sang sử dụng màn hình rộng bởi dần các game hỗ trợ màn hình rộng tốt hơn. Vấn đề lựa chọn giữa loại thường và rộng hiện nay cũng hay gây nhiều tranh cãi trên các diễn đàn bởi thói quen sử dụng của từng người.

### Màn hình máy tính loại khác
Ngoài hai thể loại chính thông dụng trên, màn hình máy tính còn có một số loại khác như:
Màn hình cảm ứng
Màn hình cảm ứng là các loại màn hình được tích hợp thêm một lớp cảm biến trên bề mặt để cho phép người sử dụng có thể điều khiển, làm việc với máy tính bằng cách sử dụng các loại bút riêng hoặc bằng tay giống như cơ chế điều khiển của một số điện thoại thông minh hay Pocket PC.
Màn hình cảm ứng xuất hiện ở một số máy tính xách tay cùng với hệ điều hành Windows 8. Một số máy tính cho các tụ điểm công cộng cũng sử dụng loại màn hình này phục vụ giải trí, mua sắm trực tuyến hoặc các mục đích khác - chúng được cài đặt hệ điều hành Windows Vista mới nhất.
Màn hình máy tính sử dụng công nghệ OLED
Là công nghệ màn hình mới với xu thế phát triển trong tương lai bởi các ưu điểm: Cấu tạo mỏng, tiết kiệm năng lượng, đáp ứng nhanh, tuổi thọ cao...
Về cơ bản, ngoại hình màn hình OLED thường giống màn hình tinh thể lỏng nhưng có kích thước mỏng hơn nhiều do không sử dụng đèn nền.

## Các kiểu giao tiếp kết nối của màn hình máy tính
Hai kiểu giao tiếp thông dụng giữa màn hình máy tính và máy tính là: D-Sub và DVI, hai kiểu giao tiếp này đã lỗi thời. Giờ đây màn hình sử dụng chuẩn HDMI, DisplayPort và thunderbolt.
D-Sub là kiểu truyền theo tín hiệu tương tự, các màn hình CRT đều sử dụng giao tiếp này.
DVI là kiểu truyền theo tín hiệu số, đa phần màn hình tinh thể lỏng hiện nay sử dụng chuẩn này, phần còn lại vẫn sử dụng theo D-Sub. Kiểu giao tiếp này có ưu điểm hơn so với kiểu D-Sub là có thể cho chất lượng ảnh tốt hơn. Tuy nhiên để sử dụng kiểu DVI đòi hỏi cạc đồ hoạ phải hỗ trợ chuẩn này (đa số các cạc đồ hoạ rời đều có cổng DVI, tuy nhiên cạc đồ hoạ tích hợp sẵn trên bo mạch chủ phần nhiều là không hỗ trợ).

## Điều chỉnh màn hình máy tính
Mặc định theo sản xuất, các chế độ làm việc được đưa về thông số thiết kế, do đó tuỳ thuộc vào người sử dụng mà cần phải điều chỉnh lại cho phù hợp.
Với các màn hình tinh thể lỏng, hầu hết việc điều chỉnh chỉ liên quan đến thiết lập chế độ hiển thị, màu sắc. Với các màn hình kiểu CRT cần phải điều chỉnh nhiều hơn. Do đặc điểm chuyển đổi giữa chế độ hình ảnh, chế độ chuyển đổi giữa các cuộn lái tia sẽ làm việc khác nhau, do đó để phù hợp với chế độ phân giải thường xuyên sử dụng của người dùng máy tính, cần phải thiết lập lại màn hình cho phù hợp (hình ảnh chiếm đầy màn hình, không tạo sự méo mó, biến dạng khi hiển thị). Phần dưới đây chỉ nói đến việc điều chỉnh màn hình CRT và được tiến hành theo thứ tự.
- Điều chỉnh tốc độ làm tươi: Thực hiện này được tiến hành trên máy tính, tốc độ làm tươi là thông số có thể ảnh hưởng nhiều đến khung hình khi chuyển đổi do đó cần cố định lựa chọn một tốc độ làm tươi của hệ thống. Việc thiết đặt tốc độ làm tươi có thể thực hiện trong Display Properties.
- Đưa toàn bộ thiết lập của màn hình về mặc định: Do việc điều chỉnh sự dịch chỉnh khung hình có thể được thực hiện trên máy tính (bởi một số driver cạc màn hình cho phép) nên có thể đã thực hiện một số sự điều chỉnh trên hệ thống, cần đưa về mặc định trước khi thực hiện việc điều chỉnh trên màn hình.
- Tiến hành điều chỉnh trên màn hình thông qua các nút điều chỉnh: Chỉnh khung hình hiển thị nhỏ hơn so với các giới hạn mép biên của khung hình về mọi hướng (điều chỉnh nhỏ đi đồng đều). Căn chỉnh vị trí khung hình nhỏ về phía trung tâm khung hình. Căn chỉnh giãn đều về hai hướng trái phải và trên xuống sao cho khung hình chiếm đầy đủ màn hình (thực hiện 2 lần với hai chiều ngang và dọc). Điều chỉnh độ xoay nghiêng, độ méo không đồng đều theo chiều dọc và độ lệch (thành hình bình hành) sao cho khung hình ngay thẳng và hợp lý nhất.

## Tích hợp thiết bị khác trên màn hình máy tính
Ngoài chức năng hiển thị, màn hình máy tính ngày nay còn được tích hợp các tính năng khác:
Loa: Thường một số hãng sản xuất tích hợp loa vào một số model kể cả của loại CRT và tinh thể lỏng. Loa thường được gắn hai chiếc vào hai bên để phát stereo, một số màn hình được sản xuất cho các games thủ còn có cả các loa siêu trầm. Một cách khác loa cũng có thể được gắn chìm hoặc giấu phía sau màn hình.
Micro cũng có thể được gắn kèm vào màn hình (thường đi cùng với loa).
Các cổng USB mở rộng: Nhằm thuận tiện cho việc thao tác cắm nhanh các thiết bị sử dụng giao tiếp USB.
Webcam được tích hợp sẵn với một số model của màn hình máy tính. Kết hợp giữa micro, loa, webcam sẽ phù hợp cho một số người sử dụng thường xuyên tán ngẫu trực tuyến (chat).
Tuy nhiên tất cả các tính năng gắn thêm này thường được tích hợp chủ yếu cho người dùng văn phòng, chất lượng của chúng thường ở tầm thấp, không thể dùng cho các mục đích chuyên nghiệp.